# Neobrachypterus suturalis
Neobrachypterus suturalis är en skalbaggsart som beskrevs av Josef Jelínek 1979. Neobrachypterus suturalis ingår i släktet Neobrachypterus och familjen kullerglansbaggar. Inga underarter finns listade i Catalogue of Life.